# راؤول كيني
راوؤل كيني (بالفرنسية: Raoul Kenne)‏ (25 مارس 1994 بالكاميرون - ) هو لاعب كرة قدم كاميروني في مركز الدفاع. لعب مع نادي يوبين.

## وصلات خارجية
- راؤول كيني على موقع قاعدة بيانات كرة القدم.إي يو (الإنجليزية)
- راؤول كيني على موقع Soccerway.com (الإنجليزية)